# George Foottit
George Foottit (Manchester, 24 aprile 1864 – Parigi, 21 settembre 1921) è stato un circense britannico, specializzato come clown.
Insieme a Rafael Padilla, alias "Chocolat", il primo clown nero della Storia, rinnovò lo spettacolo dei clown ideando la "commedia clownesca" dove si trovavano insieme il clown bianco e il clown augusto.

## Biografia
George Foottit nacque a Manchester nel 1864, figlio di Sarah e George Foottit.
George "Geo" Foottit Senior (?-1874) era pure un clown nello stile di Joseph Grimaldi. Si esibiva al Drury Lane Theatre di Londra come Funny Foottit. Nel 1867 George Foottit Senior fondò un suo circo itinerante in società con Anthony Powell e altri artisti , ma avendo problemi di alcolismo dovette ben presto rinunciare alla collaborazione.
A soli tre anni, George Foottit Junior debuttò nel circo di suo padre, che gli insegnò il suo repertorio acrobatico. Quando aveva otto anni, nel 1872 i suoi genitori lo iscrissero all'Arnold College, vicino a Nottingham, per approfondire la sua cultura, soprattutto quella musicale. George frequentò il college per due anni.
Foottit Senior morì nel 1874 e la vedova Sarah si risposò con il cavaliere Thomas Batty, che divenne il direttore del circo. Foottit Junior perfezionò le sue abilità equestri, oltre che quelle acrobatiche e di equilibrista. Successivamente soggiornò da suo zio materno Sanger, che possedeva un altro circo itinerante molto quotato, dove Foottit Junior perfezionò ulteriormente le sue qualità di cavallerizzo. Nel 1882, a diciotto anni, abbandonò il circo di famiglia e iniziò a esibirsi come acrobata a cavallo, anche se ben presto scelse di diventare un clown.

### La carriera in Francia

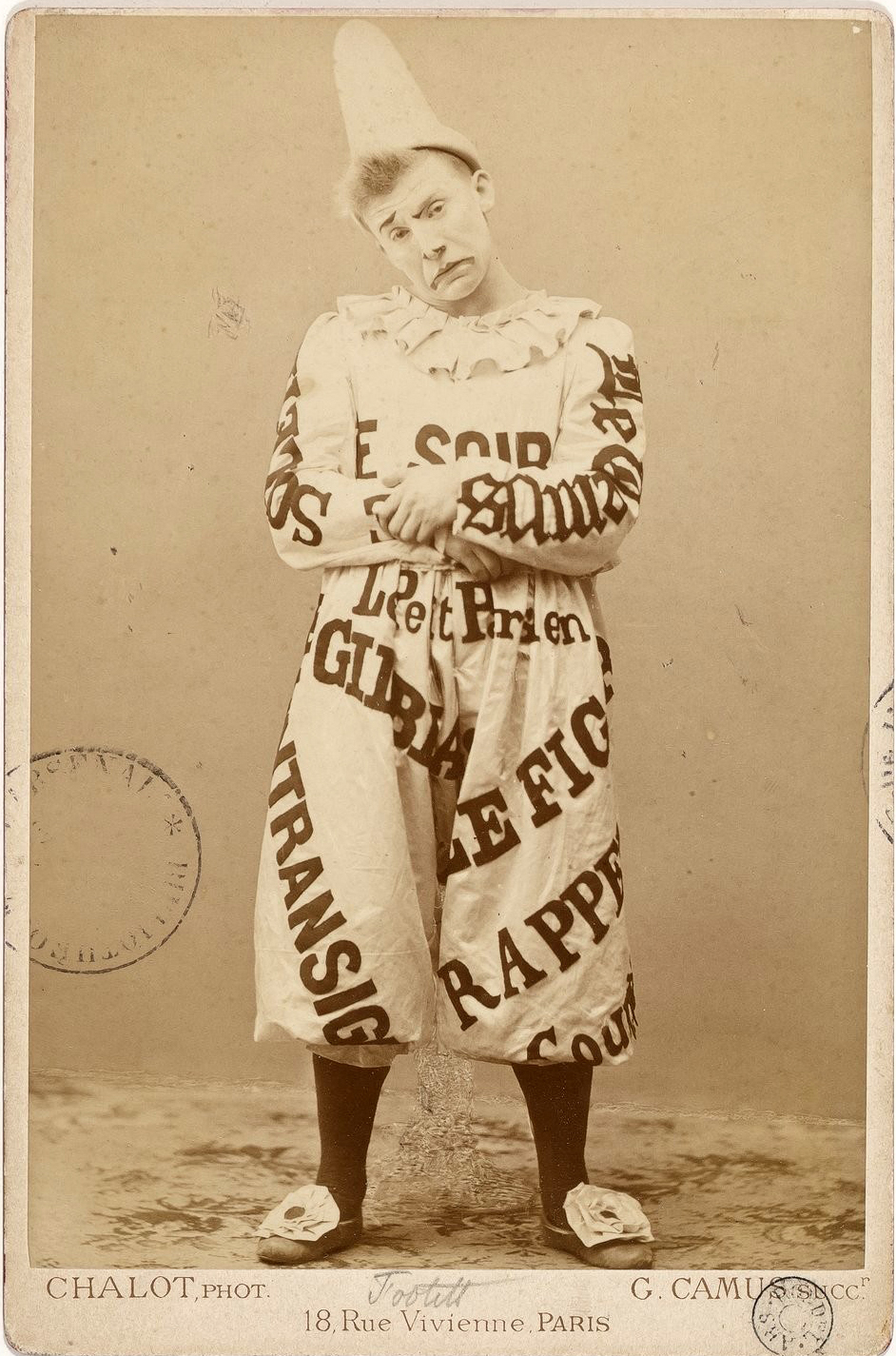
George Foottit in costume da clown bianco, ca. 1890

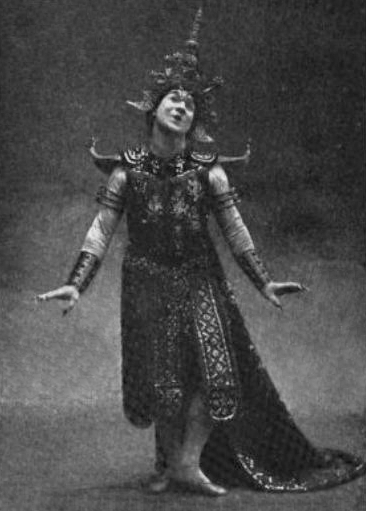
Foottit imita Sarah Bernhardt nella pièce Cleopatra

Come clown, Foottit si fece notare con una simpatica parodia della ballerina romantica a cavallo, truccata e con un tutù decorato, che ottenne un grande successo in tutta Europa. La parodia di personaggi femminili fu una costante nella sua carriera: nel 1890 imitò la grande artista Sarah Bernhardt nell'interpretazione di Cleopatra, commedia di Victorien Sardou. La parodia fece scalpore, ma venne approvata con entusiasmo dalla stessa Sarah Bernhardt, dopo una sua partecipazione tra il pubblico del circo allo spettacolo di Foottit.. Nel 1910 fece una parodia della suffragetta.

### Il sodalizio con Rafael Padilla

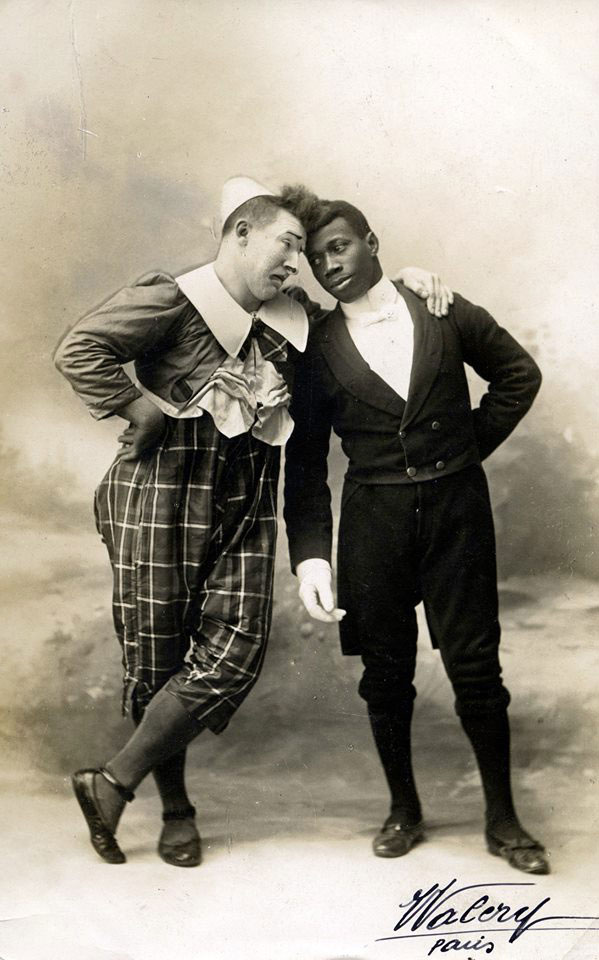
George Foottit con Chocolat, circa 1900

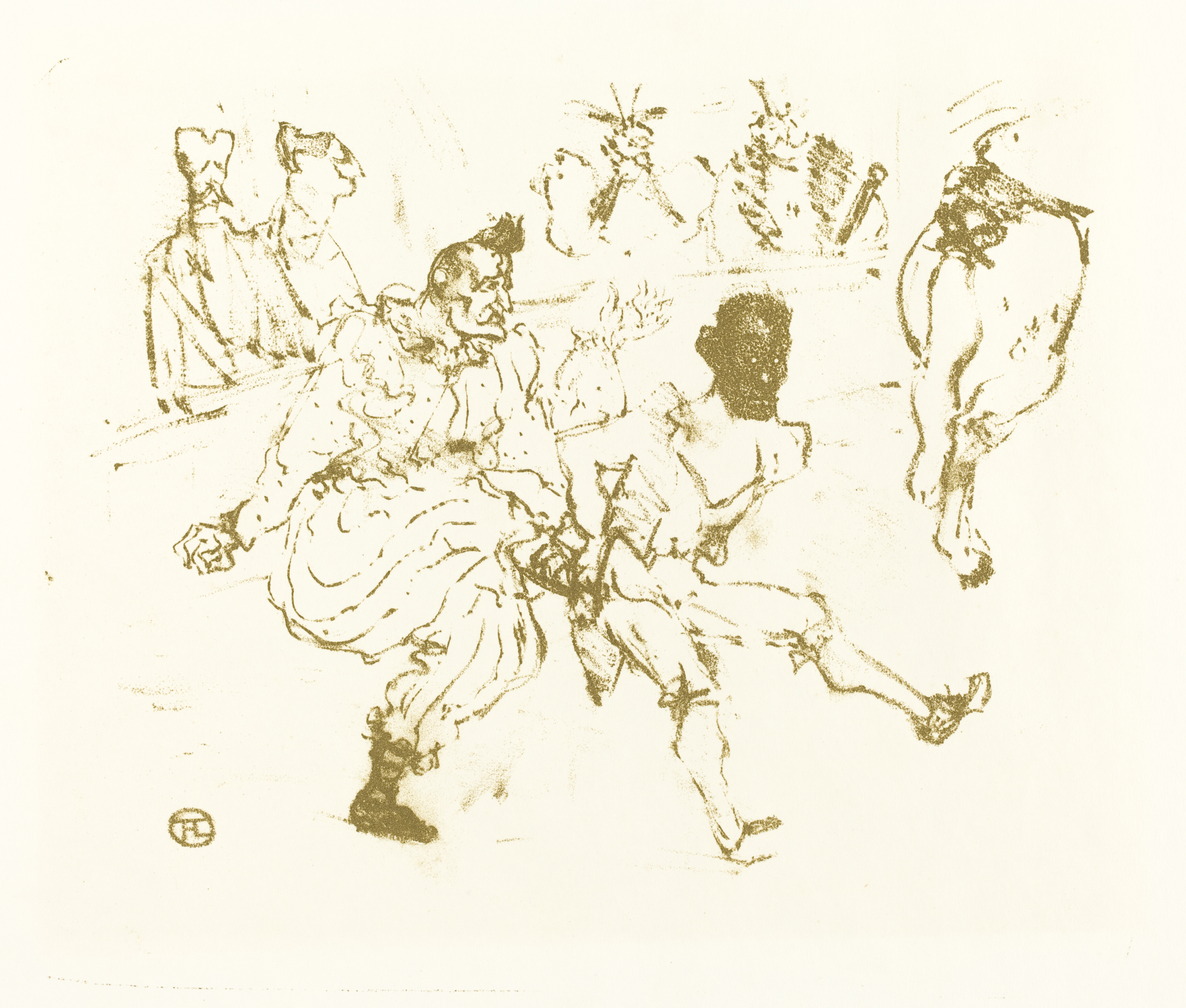
Foottit e Chocolat disegnati da Henri de Toulouse-Lautrec

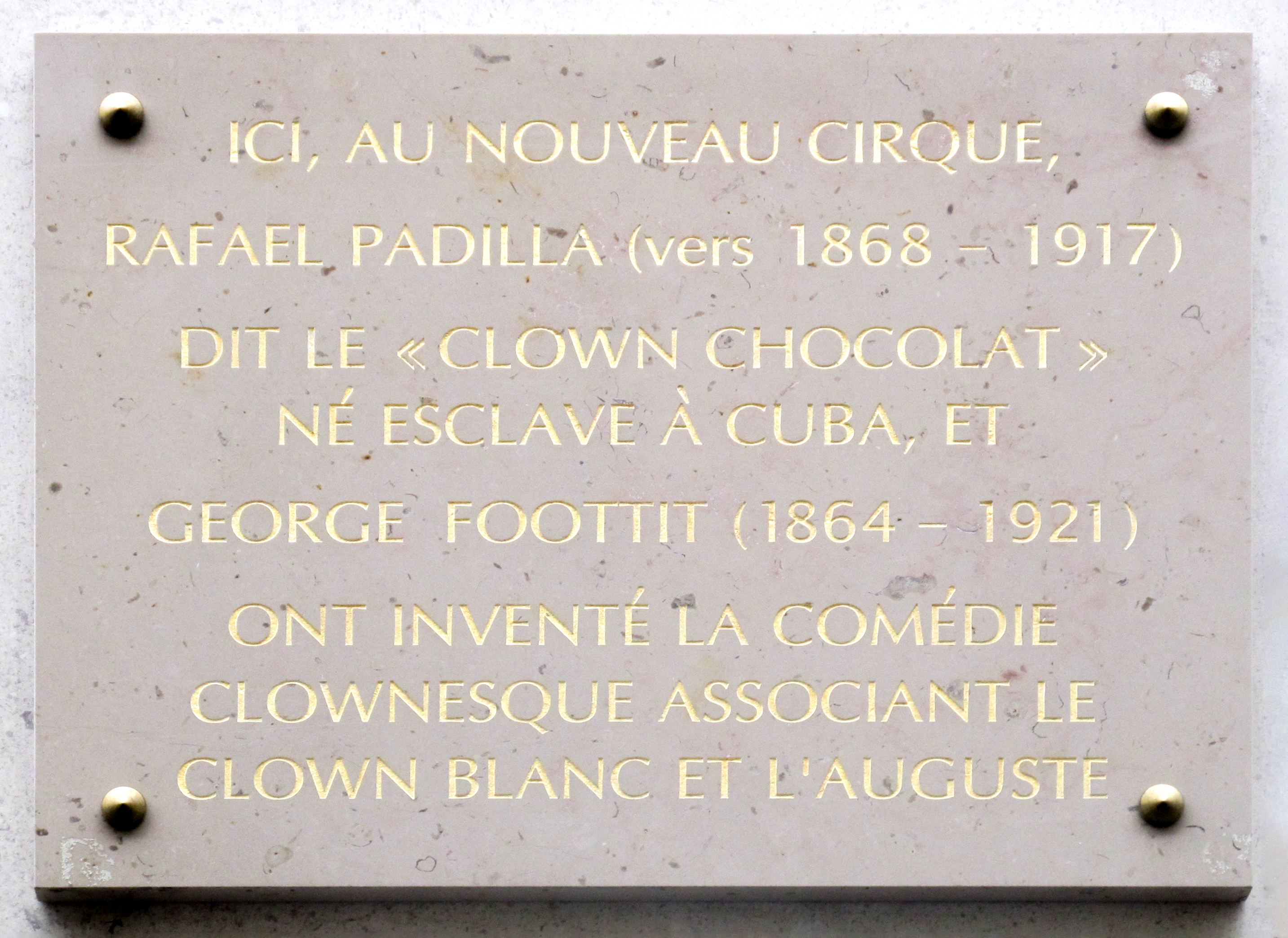
Placca commemorativa all'ex Nouveau-Cirque

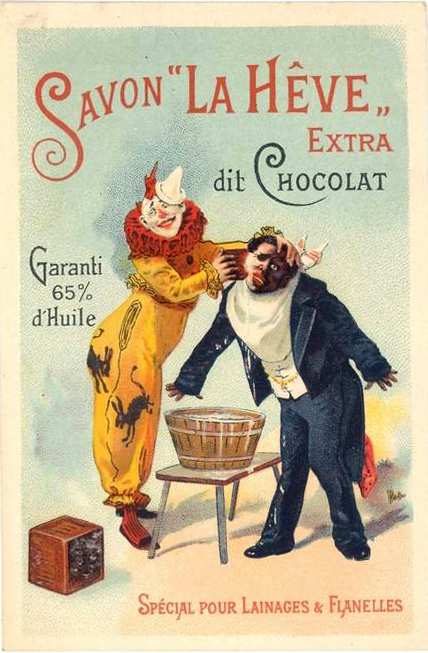
Pubblicità di un sapone con Foottit e Chocolat

Nel 1886 iniziò a lavorare al Nouveau-Cirque, nel centro di Parigi, che diventò uno dei locali più conosciuti della capitale francese.
Dopo aver recitato da solo per un periodo, formò un duo con Rafael Padilla, in arte "Clown Chocolat". Foottit impersonava il pagliaccio bianco, autoritario, severo, preciso, mentre Chocolat il pagliaccio augusto, incapace, pasticcione e stralunato. Ne risultò la coppia circense più in auge di fine secolo, innovatrice e iniziatrice di un nuovo genere clownesco, la "commedia clownesca" basato appunto sull'associazione fra clown bianco e augusto, che fino a quel momento non erano mai stati visti insieme.
I due furono ritratti da Georges Seurat, Henri de Toulouse-Lautrec, Leonetto Cappiello, Henri-Gabriel Ibels.. Alcuni loro sketch furono filmati dai fratelli Lumière. In tutti gli sketch, Foottit schiaffeggia e picchia Chocolat, il quale tenta di restituire i colpi. Questa costante sarà sia all'origine del loro successo, che del loro declino.
Secondo lo storico Gérard Noiriel, l'atteggiamento dell'opinione pubblica verso Chocolat cambiò a causa dell'Affaire Dreyfus, che aveva sconvolto l'opinione politica francese tra il 1894 e il 1906. Mentre prendeva progressivamente coscienza del suo antisemitismo, la società francese iniziava a interrogarsi sulla discriminazione e sul colonialismo. Questa maggiore sensibilità fece sì che gli sketch in cui Foottit picchiava Chocolat smisero di far ridere. Quindi, nell'agosto del 1905, la nuova direzione del "Nouveau Cirque" congedò Foottit e Chocolat e non rinnovò il loro contratto.
Che i loro sketch avessero assunto una connotazione politica è evidente in un articolo del 5 novembre 1905 degli Annales politiques et littéraires, dove si argomentava che Foottit aveva "inventato" Chocolat e che gli schiaffi che gli dava avevano fatto "la sua fortuna". I due smisero di lavorare insieme per un anno, periodo in cui Chocolat finì in miseria. Tornarono sulla scena nel 1906 anche con i figli di Chocolat, ma il successo era progressivamente minore.

### Il teatro e il cinema d'autore
Nel 1910, mentre interpretava con Chocolat una parodia dell'Amleto, Foottit venne scritturato da André Antoine per interpretare il fool in una vera rappresentazione di Romeo e Giulietta di William Shakespeare al Teatro dell'Odéon.
Anche Chocolat tentò il passaggio al teatro d'autore, ma senza successo. Le loro strade si separarono: nel 1913 morì la figlia di Chocolat, il quale sviluppò una dipendenza dall'alcol e tornò a lavorare in un circo itinerante, a Bordeaux. I due non si rivedranno mai più. Nel 1917, quando venne informato della morte di Chocolat, Foottit gli dedicò un commosso necrologio sulle pagine dell'"Excelsior".
Durante la prima guerra mondiale, Foottit iniziò a esibirsi insieme ai suoi figli Thomas, George e Harry, per l'esercito francese.
Il circo vedeva sempre più la concorrenza del nascente cinema e dello sport: gli sketch dei clown diventavano intermezzi al cinema. Visto che il lavoro diminuiva, Foottit aprì un bar a Parigi nei paraggi degli Champs Élysées che gli assicurò un certo reddito. Nel 1920, dopo la guerra, interpretò il ruolo di un clown filosofo, nella commedia Les Mille et Une Nuits di Firmin Gémier, rappresentata al Théâtre des Champs-Élysées. Nel 1921 recitò nel cortometraggio muto Fièvre del regista Louis Delluc.
Si esibì pubblicamente per l'ultima volta, con una parodia che alludeva alle ballerine di Edgar Degas, in uno spettacolo a casa dello stilista Paul Poiret. Morì di cancro all'età di 57 anni, nella sua casa di Parigi, il 29 aprile 1921. Nei necrologi fu riconosciuto come "il principe dei clown". Riposa al Cimitero di Père-Lachaise di Parigi.

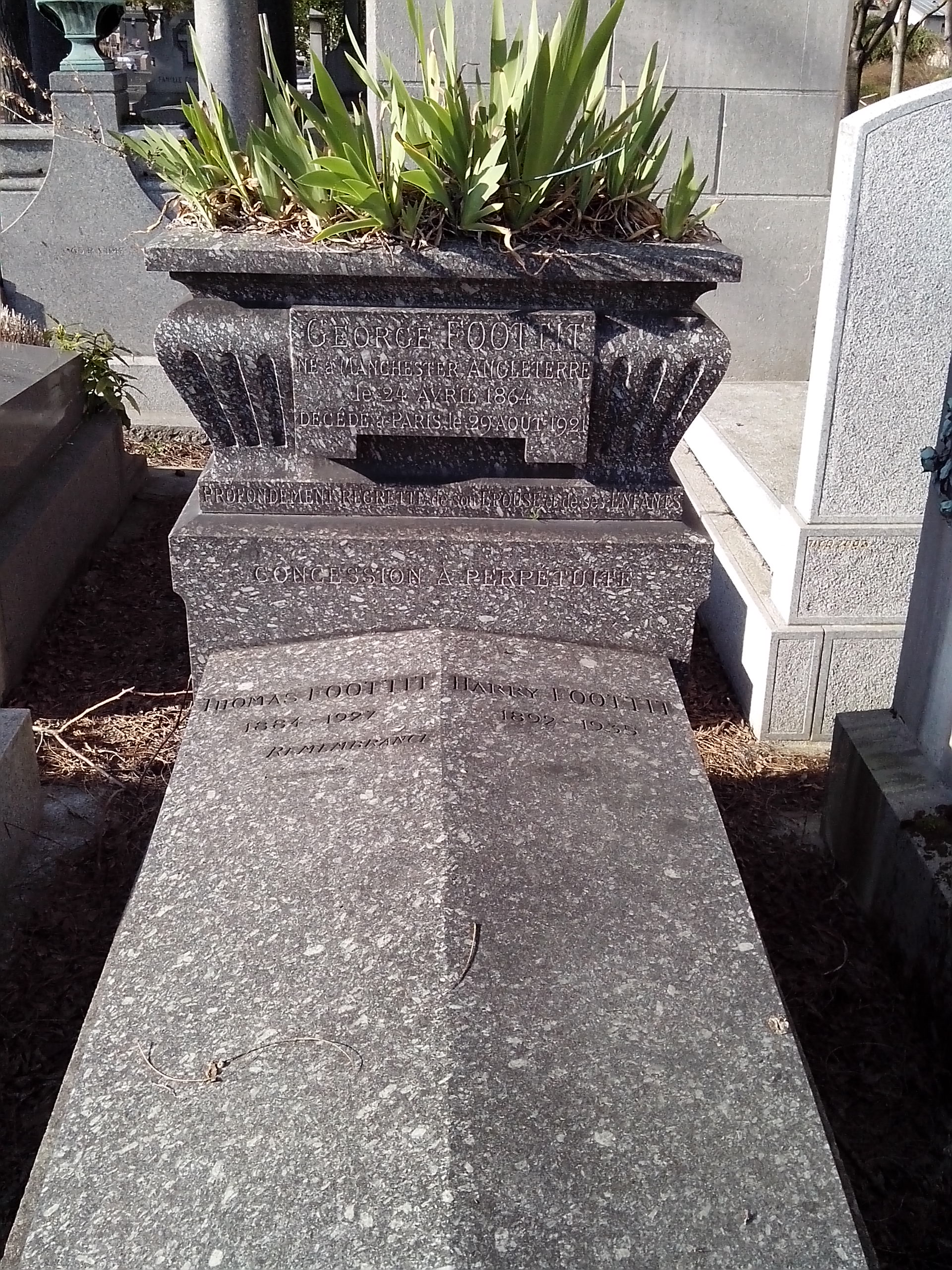
Tomba di Foottit al Cimitero di Père-Lachaise di Parigi

## Nella cultura di massa
Le prime pubblicità industriali fecero ricorso alla celebrità di Foottit e Chocolat.
Fu ritratto da Georges Seurat, Henri de Toulouse-Lautrec, Leonetto Cappiello, Henri-Gabriel Ibels. e dai fratelli Lumière.
È stato interpretato da James Thierrée nel film Mister Chocolat (2016) di Roschdy Zem.
È citato da Adrien Barrère in una caricatura politica del settimanale Le Rire del 22 febbraio 1913: Georges Clemenceau è raffigurato come "Footit" con una frusta in mano, mentre Jules Pams è rappresentato con un frac rosso